# Amen.
Amen. – niemiecko-francusko-rumuński dramat wojenny z 2002 roku w reżyserii Costy-Gavrasa. Zdjęcia kręcono w Rumunii (m.in. w Bukareszcie i Sybinie).

## Fabuła
Film stanowi luźną adaptację kontrowersyjnej sztuki teatralnej Rolfa Hochhutha z 1963 roku pt. Namiestnik. Tragedia chrześcijańska. Główną osią fabuły są losy oficera SS Kurta Gersteina i młodego jezuity Riccardo Fontany, którzy bezskutecznie usiłują skłonić świat – a w szczególności Kościół katolicki i papieża Piusa XII – do stanowczej reakcji na dokonywaną przez nazistowskie Niemcy masową eksterminację Żydów.

## Obsada
- Ulrich Tukur – Kurt Gerstein
- Mathieu Kassovitz – Riccardo Fontana
- Ulrich Mühe – doktor
- Michel Duchaussoy – kardynał
- Ion Caramitru – hrabia Fontana
- Marcel Iures – papież Pius XII
- Friedrich von Thun – ojciec Gersteina
- Antje Schmidt – żona Gersteina
- Sebastian Koch – Höss

## Nagrody
- 2002 – nagroda Globo d'oro („Włoskie Złote Globy”) w kategoriach najlepszy film europejski oraz najlepszy dystrybutor (Mikado Film)[2].
- 2003 – nagroda César w kategorii najlepszy scenariusz[2].
- 2003 – nagroda im. Braci Lumière w kategorii najlepszy film[2].